# KRC Bambrugge
KRC Bambrugge ist ein belgischer Fußballverein aus Bambrugge. Der Club ist bei der KBFV mit der Stammnummer 5343 angeschlossen und hat Schwarz und Gelb als Vereinsfarben. Das Team trägt seine Heimspiele im Komplex Lindekouter zu Bambrugge aus, einem Stadion mit über 1500 Stehplätzen.

## Geschichte
Der Verein wurde am 16. August 1949 gegründet und schloss sich am 24. Juni 1950 dem belgischen Fußballverband an. Bambrugge spielte damals in der Provinzklasse. Der Klub spielte dort die nächsten Jahrzehnte, konnte sich aber stetig verbessern. Der Verein spielte jahrelang an der Spitze der 2. Provinzklasse. Im Jahr 2009 wurde Bambrugge Meister und konnte als erster Verein aus Erpe-Mere in die höchste Provinzklasse aufsteigen. Bambrugge ist derzeit (2012) in der ersten Provinzklasse der Provinz Ostflandern vertreten.

## Fusionspläne
Es gibt Pläne, die vier verbliebenen Klubs aus Erpe-Mere (SK Aaigem, KRC Bambrugge, KFC Olympic Burst und FC Mere) zu fusionieren. Es würde dann ein neues Stadion auf der Domäne Steenberg gebaut werden. Man hofft, im Jahr 2015 fertig zu werden. Es ist jedoch sicher, dass sich die Fusion frühestens im Jahr 2016 fortsetzen wird, weil die Halle in Steenberg erst gebaut werden muss. Der neue Verein wird mit derselben Stammnummer weiterhin in der höchsten Provinzklasse spielen, da die restlichen Vereine aus dieser Region alle in tieferen Spielklassen spielen. Da alle diese Clubs, einschließlich der Clubs, die vorher bereits zum FC Mere fusionierten, Schwarz als eine ihrer Teamfarben hatten, wird die neue Teamfarbe wahrscheinlich ebenfalls schwarz sein. Das K von Koninklijke (Königliche) und Erpe-Mere werden im Namen des neuen Vereins enthalten sein. Die weitere Deutung des Namens ist noch unbekannt.

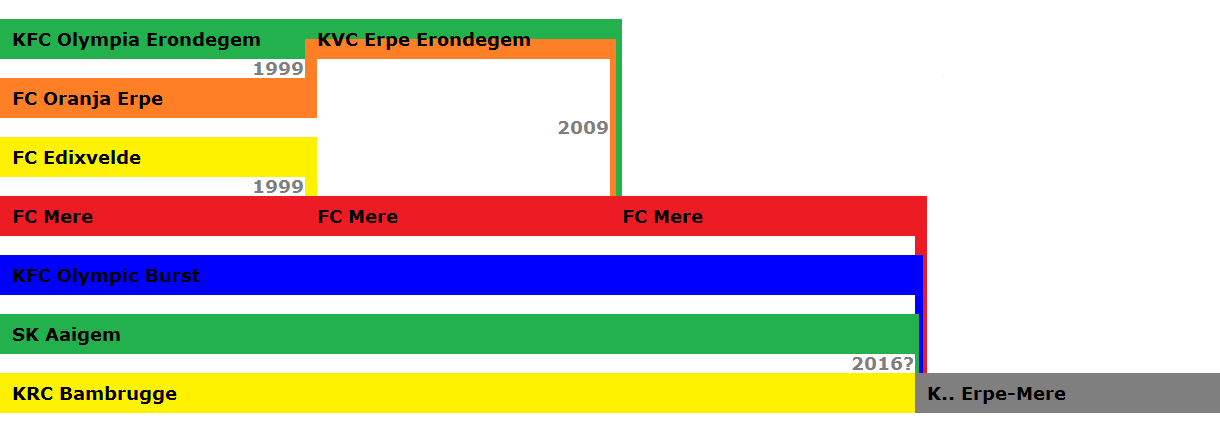
Fusionsverlauf